# حمل غزلاني
الحمل الغزلاني هو نزول الدورة الشهرية في موعدها خلال الأشهر الأولى من الحمل وقد يستمر حتى الإنجاب، وقد يظهر الحمل بالتحاليل أو الموجات فوق الصوتية وقد لا يظهر، ولا تؤثر الدورة الشهرية على صحة الجنين، وتظهر أعراض الحمل الشائعة في هذا النوع من الحمل.

## لماذا سمي الحمل الغزلاني بهذا الاسم ؟
سمي الحمل الغزلاني بهذا الاسم، لأنه يشبه الحمل في الغزالة حيث لا تتوقف الدورة الشهرية عند الغزلان أثناء فترة الحمل.

## الحمل الغزلاني طبياً ؟
يعد الحمل الغزلاني مصطلح غير طبي . ولا يوجد طبياً نوع من أنواع الحمل بهذا الاسم . ولكن هو نزيف مع الحمل قد يستمر الي الثلث الأول من الحمل أو قد يستمر الي انتهاء فترة الحمل طبقاً للسبب المسبب لهذا النزيف .

## أسباب الحمل الغزلاني ؟
لعل أسباب الحمل الغزلاني هي نفسها أسباب نزيف الحمل ومنها :
في الثلث الأول من الحمل : 
1. الحمل خارج الرحم
2. الحمل العنقودي
3. نزيف الغرس
4. العدوي لمنطقة الحوض وعنق الرحم
5. بعد العملية الجنسية بين الزوجين
6. الإجهاض المنذر

أما في الثلث الثاني والثالث من الحمل : 
1. المشيمة المنزاحة
2. انفصال المشيمة المبكر
3. الولادة السابقة لأوانها أو المبكرة
4. الإجهاض